# Leonard Komon
Leonard Patrick Komon (né le 10 janvier 1988 à Cheptais, dans le district du Mont Elgon) est un athlète kényan spécialiste des courses de fond.

## Biographie
Deuxième des Championnats du monde de cross-country 2008 d'Édimbourg derrière l'Éthiopien Kenenisa Bekele, il permet à l'équipe du Kenya d'occuper la première place du classement général par équipes. L'année suivante, Leonard Komon échoue au pied du podium de l'épreuve individuelle mais remporte un nouveau titre mondial par équipes.
Le 26 septembre 2010, le Kényan établit un nouveau record du monde du 10 kilomètres en 26 min 44 s à l'occasion de la Singelloop Utrecht, aux Pays-Bas. Il améliore de 17 secondes l'ancienne meilleure marque mondiale détenue depuis 2009 par son compatriote Micah Kogo. Le 21 novembre, Leonard Komon améliore le record du monde du 15 kilomètres lors de la Zevenheuvelenloop de Nimègue, aux Pays-Bas. Il réalise le temps de 41 min 13 et abaisse de 16 secondes le record mondial de son compatriote Felix Limo établi lors de la saison 2001.
En 2011 il réalise 44 min 27 s dans l'épreuve du Dam tot Dam courue sur 10 miles, d'Amsterdam à Zaandam. Dans des conditions climatiques défavorables, il rate pour 4 secondes la meilleure performance mondiale détenue par Haile Gebrselassie.

## Palmarès
| Année | Compétition                    | Lieu      | Place | Épreuve       |
| ----- | ------------------------------ | --------- | ----- | ------------- |
| 2006  | Championnats du monde de cross | Fukuoka   | 2e    | Course junior |
| 2007  | Championnats du monde de cross | Mombasa   | 4e    | Course junior |
| 2008  | Championnats du monde de cross | Édimbourg | 2e    | Course sénior |
| 2008  | Championnats du monde de cross | Édimbourg | 1er   | Par équipe    |
| 2009  | Championnats du monde de cross | Amman     | 4e    | Course sénior |
| 2009  | Championnats du monde de cross | Amman     | 1er   | Par équipe    |
| 2011  | Championnats du monde          | Daegu     | 9e    | 10 000 m      |

### Records personnels
- 3 000 m - 7 min 34 s 06 min (2008)
- 2 miles - 8 min 22 s 57 (2007)
- 5 000 m - 13 min 04 s 12 (2006)
- 10 000 m - 26 min 57 s 08 (2008)
- 10 km (route) - 26 min 44 s (2010)
- 15 km (route) - 41 min 13 s (2010) (RM)